# Nationaal park Arabuko Sokoke
Het Nationaal park Arabuko Sokoke ligt in het bosgebied van Arabuko-Sokoke aan de kust van Kenia, 110 kilometer ten noorden van Mombasa.

## Beschrijving
Het nationale park omvat met slechts zes vierkante kilometer, slecht een klein deel van de 420 km² grote complex van natuurlijke bossen langs de kust van Oost-Afrika. In het bos komen een groot aantal endemische zoogdieren, vogels en planten voor. In 1943, onder koloniaal bewind, kreeg het hele gebied de status van Crown Forest. In 1991 kreeg een klein deel van het gebied de status van beschermd gebied om  de ernstig bedreigde Aders duiker (Cephalophus adersi), zes soorten vogels en de springspitsmuis het goudstuitslurfhondje (Rhynchocyon chrysopygus) te beschermen. Een poging om een groter deel van het bosgebied een speciale beschermingsstatus te verlenen, stuitte op weerstand van de plaatselijke bevolking.

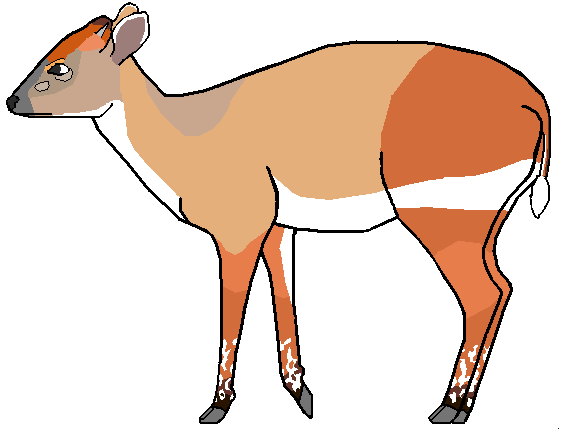
Aders duiker

De vegetatie in het gebied wordt gekenmerkt door drie typen gemengd bos met boomsoorten uit het geslacht Brachystegia en de familie Caesalpinioideae. Onder de bedreigde vogelsoorten zijn Clarkes wever (Ploceus golandi), sokokedwergooruil (Otus ireneae), sokokepieper (Anthus sokokensis), amanihoningzuiger (Hedydipna pallidigaster) en natallijster (Geokichla guttata). Aan de kust bevinden zich mangrovebossen en zoutmoerassen die belangrijk zijn voor steltlopers zoals terekruiter (Xenus cinereus) en krabplevier (Dromas ardeola). Verder komt in het gebied nog de savanneolifant (Loxodonta africana)  voor.